# Desmostílids
Els desmostílids (Desmostylidae) són una família extinta de mamífers desmostils que visqueren a les costes de l'oceà Pacífic des de l'Oligocè superior fins al Miocè superior, fa entre 7,2 i 28,4 milions d'anys. Se n'han trobat restes fòssils als Estats Units, el Japó, Mèxic i Rússia. A més a més del litoral, sembla que passaven bona part del temps en estuaris i ecosistemes d'aigua dolça. Eren animals herbívors que es nodrien de plantes aquàtiques. Feien uns 180 cm de llargada i pesaven aproximadament 200 kg.